# Liutpert longobárd király
Liutpert, más írásmóddal Liutbert (680 körül – 702/703) longobárd király 700-tól 701-ig és 701-től 702-ig.
Cunincpert király fiaként született, édesapja a "nagy tekintélynek örvendő" Ansprandra bízta a gyámkodást. Nyolc hónap múlva rokona, Reginpert haddal támadt rá, és Novaránál legyőzte magához ragadván a királyságot. Korai halála után fia, II. Aripert Ticinumnál fogságba ejtette Liutpertet. Liutpert ezek után eltűnik a krónikából.

## Eredeti források
- Pauli Historia Langobardorum
- Andreæ Bergomatis Chronicon
- Origo Gentis Langobardorum